# Xpeng X9
Xpeng X9 – elektryczny samochód osobowy typu minivan klasy wyższej produkowany pod chińską marką Xpeng od 2023 roku.

## Historia i opis modelu

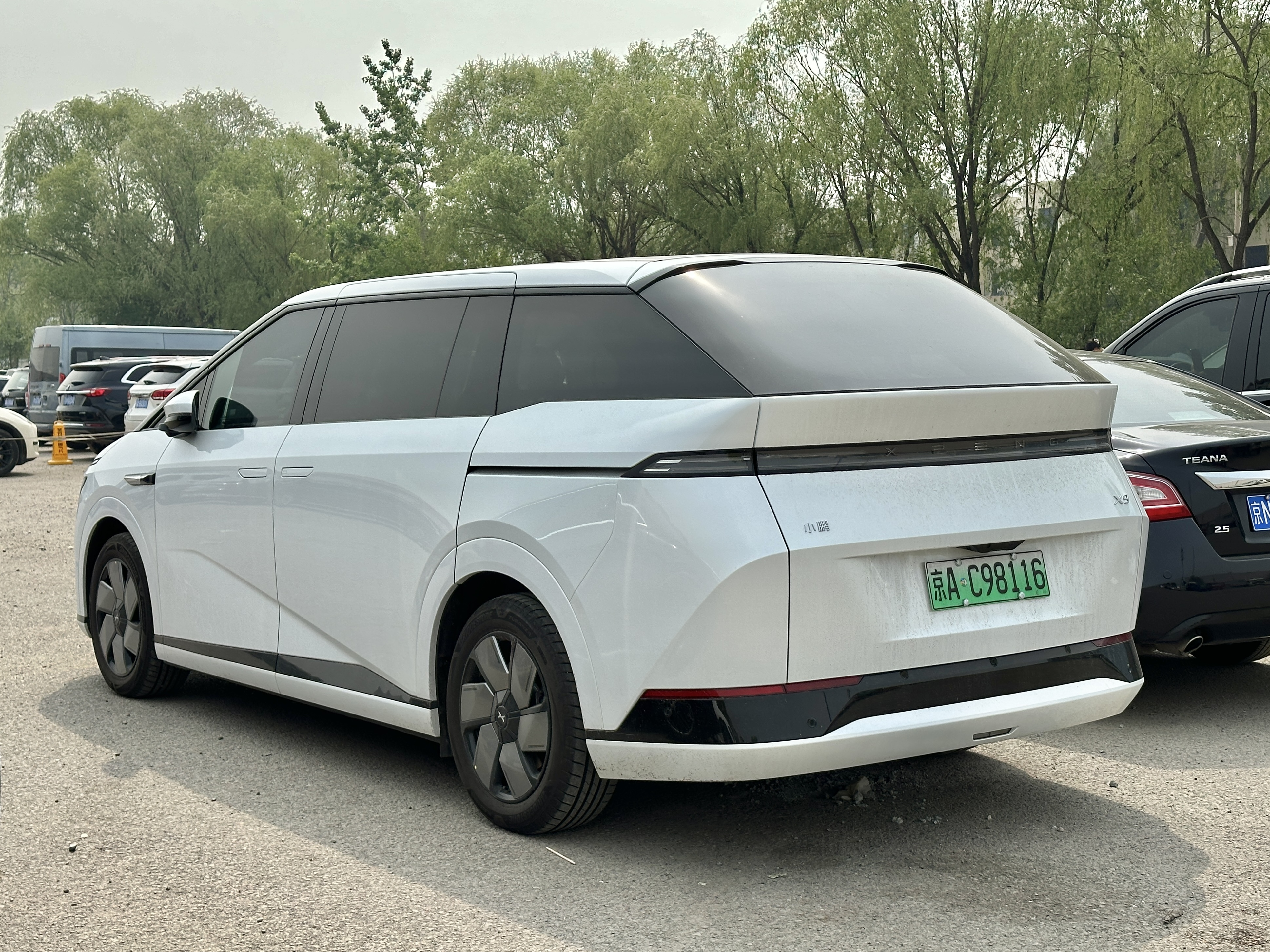
Xpeng X9 - tył

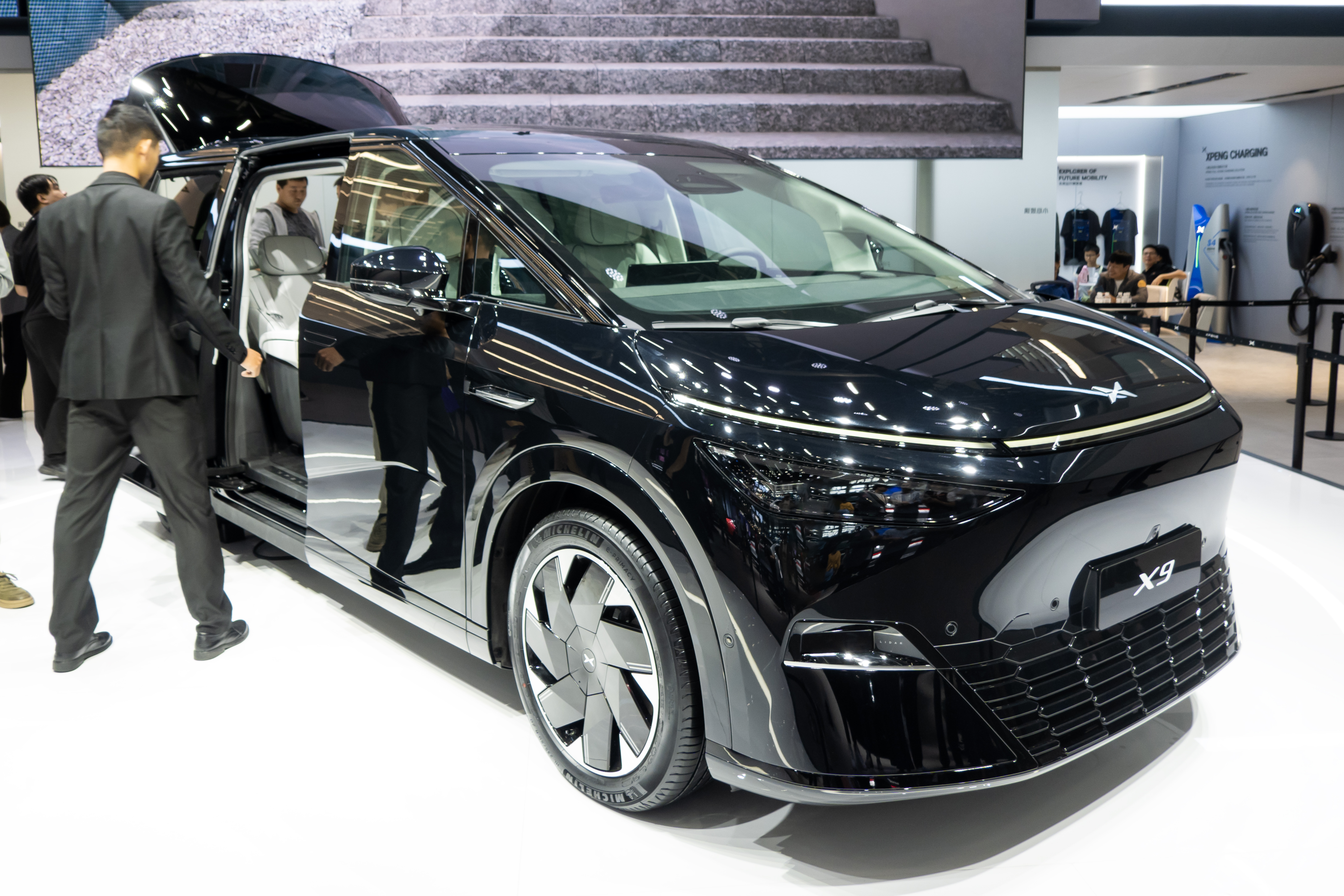
Xpeng X9 podczas premiery

W odpowiedzi na dynamicznie rozwijający się rynek dużych, luksusowych minivanów o w pełni elektrycznym napędzie na rodzimym rynku chińskim, dotychczas specjalizujący się w samochodach osobowych i SUV-ach Xpeng Motors w 2023 zdecydował się wkroczyć do tego segmentu. Samochód powstał jako odpowiedź szczególnie na równolegle debiutujące Li Mega. Producent oparł go na platformie SEPA2.0, która umożliwiła wyposażenie ponad 5,2-metrowego minivana w system skrętnej tylnej osi ułatwiającej zwrotność oraz manewrowanie. Samochód w standardzie wyposażono także w pneumatyczne zawieszenie.
Stylistyka X9 została utrzymana w projekcie spójnym z innymi modelami tworzącymi gamę Xpenga w momencie debiutu, wyróżniając się wąskimi pasami świetlnymi dominującymi pas przedni i tylny. Awangardowe proporcje nadwozia utworzyły liczne ostre linie, przekładające się nie tylko na szpiczasty przód, ale i ostro zakończony tył. Położenie przedniego słupka pod ostrym kątem 21 stopni pozwoliło na uzyskanie korzystnych właściwości aerodynamicznych równych 0,227 Cd.
Luksusowo zaaranżowana kabina pasażerska została przystosowana do transportu 7 pasażerów w układzie 2 oddzielnych foteli kapitańskich w drugim rzędzie siedzeń wraz z wysuwanym z sufitu 21,4-calowym ekranem oraz 3-osobowej kanapy w ostatnim rzędzie. Deska rozdzielcza została zaaranżowana w typowej dla Xpenga jasnobeżowej estetyce, z minimalistycznym kokpitem pozbawionym tradycyjnych przycisków, dwuramienną kierownicą oraz centralnym dotykowym ekranem systemu multimedialnego. Producent szczycił się, że zaawansowany system klimatyzacji ma być najcichcszym dotychczas oferowanym na rynku. Wśród elementów wyposażenia znalazła się lodówka.

### Sprzedaż
Xpeng X9 powstał z myślą o wewnętrznym rynku chińskim, z dostawami pierwszych egzemplarzy wyznaczonymi na styczeń 2024 roku. Składanie zamówień otwarto w momencie premiery w listopadzie 2023, dla pierwszych zainteresowanych oferując obniżkę ceny o 5000 juanów oraz dożywotnią gwarnację.

### Dane techniczne
Xpeng X9 jest samochodem w pełni elektrycznym, do którego napędu wykorzystano konfigurację z jednym lub dwoma silnikami. Pierwsza rozwinęła moc 315 KM, z kolei druga 496 KM. Podobny wybór przewidziały dostępne pakiety baterii litowo-żelazowo-fosforanowej o pojemności 84,5 kWh lub 101,5 kWh. Umożliwiły one maksymalny zasięg w cyklu mieszanym według chińskiej normy CLTC wynoszący kolejno 610 kilometrów oraz 702 kilometry.